# Livre d'heures d'Isabelle Stuart
Le livre d'heures dit d'Isabelle Stuart est un livre d'heures médiéval vers 1417 ou 1431 sans doute par l'atelier du maître de Rohan pour Yolande d'Aragon. Il est actuellement conservé au Fitzwilliam Museum de Cambridge. Propriété de la duchesse de Bretagne, Isabelle d'Écosse appelée Isabelle Stuart, elle y a fait ajouter ses armes et a ainsi donné le nom d'usage de ce manuscrit.

## Historique du manuscrit
Le manuscrit pourrait avoir été commandé par Yolande d'Aragon, protectrice du maître, arrivée à Angers à partir de 1417. Deux hypothèses existe sur les origines du manuscrit : il pourrait avoir été réalisé dès 1417 puis donné ensuite à sa fille Yolande d'Anjou, soit il a été réalisé à destination de sa fille à l'initiative de sa mère, au moment de son mariage avec le duc François Ier de Bretagne en 1431. Yolande d'Aragon est tout de même représentée à trois reprises dans des décorations marginales sous les traits d'une veuve (f.139v, 140r. et 230v.). Après la mort de Yolande d'Anjou en 1440, le manuscrit passe à Isabelle d'Écosse, appelée aussi Isabelle Stuart en 1442, deuxième épouse de François Ier. Les armes de la duchesses sont ajoutées : celles d'Écosse (le guépard) et de Bretagne (l'hermine plain) peinte sur des emplacements laissés auparavant vides, ainsi que son portrait repeint au folio 20 accompagnée de sainte Catherine. Le commanditaire de ces ajouts pourrait être le duc François Ier qui fait appel pour cela à un artiste actif à Nantes à cette époque, à l'occasion de son mariage avec Isabelle le 29 octobre 1442. Cette dernière fait probablement cadeau du manuscrit à sa fille Marguerite de Bretagne peut-être à l'occasion de son mariage avec son cousin François II de Bretagne en 1455. Une prière à la Vierge et le portrait de Marguerite en prière est ajoutée au manuscrit au folio 28r, avant qu'elle ne devienne duchesse en 1458.

Par la suite, le manuscrit est en possession de la famille Isambert de Paris entre 1578 et 1619. Il est acquis par Richard Fitzwilliam en 1808 qui le lègue au Fitzwilliam Museum de Cambridge à sa mort en 1816.

## Description
Le manuscrit enluminé suit la liturgie des Heures de Paris et comprend 234 feuillets de 25 cm sur 18 cm. Les pages contiennent chacune 15 lignes. Il contient 1 miniature pleine page (La Vierge Marie, mère du Christ), 19 grandes miniatures ainsi que des décorations de marges sur chaque page (soit 528 au total). 
Ce livre d'heures est illustré de miniatures dont les bordures sont extrêmement décorés avec des motifs floraux abondants et aux angles des feuillets les armes d'Isabelle d'Écosse repeintes. Ces décorations de marges présentent quatre séries différentes : la première développe une iconographie en lien avec l'Apocalypse, et les trois autres en lien avec les trois pèlerinages de Guillaume de Digulleville : le pèlerinage du Christ, le pèlerinage de la vie de l'homme, le pèlerinage de l'âme (f.147-191v.).

## Attributions
Le manuscrit a longtemps été attribué au Maître de Rohan, alors actif en Anjou auprès de Yolande d'Aragon mais un nouvel examen des miniatures a permis de distinguer plusieurs mains parmi les artistes : trois sont les principaux auteurs des décorations, assistés de collaborateurs :
- Le Maître de Giac, est l'auteur des miniatures des Heures de la Vierge, des petites miniatures du calendrier et des scènes marginales, assisté de collaborateurs qui ont participé aux miniatures de la crucifixion (f.119r.), la descente de croix (f.134r.) et la miniature de l'office des morts (f.147r.).
- Un autre collaborateur majeur du Maître de Giac, appelé Maître de la Vierge (Madonna Master), est l'auteur de deux miniatures représentant la Vierge, l'une, Vierge de l'Apocalypse (f.136v.) et l'autre, Vierge à l'Enfant dans une église (f.141v.). Le Maître de Giac a contribué aux images marginales de ces deux pages.
- le Maître de Rohan, dont le style peut-être distingué grâce à son usage abondant du dessin sous-jacent, est l'auteur de quatre miniatures des évangélistes (f.13-18v.), ainsi que celle de la Vierge à l'Enfant assise sur un siège de la prière Obsecro Te (f.20r.) et enfin le Christ du jugement dernier (f.199v.). Un de ses collaborateurs a réalisé la miniature de la Vierge de la prière O Intemerata (f.24r).

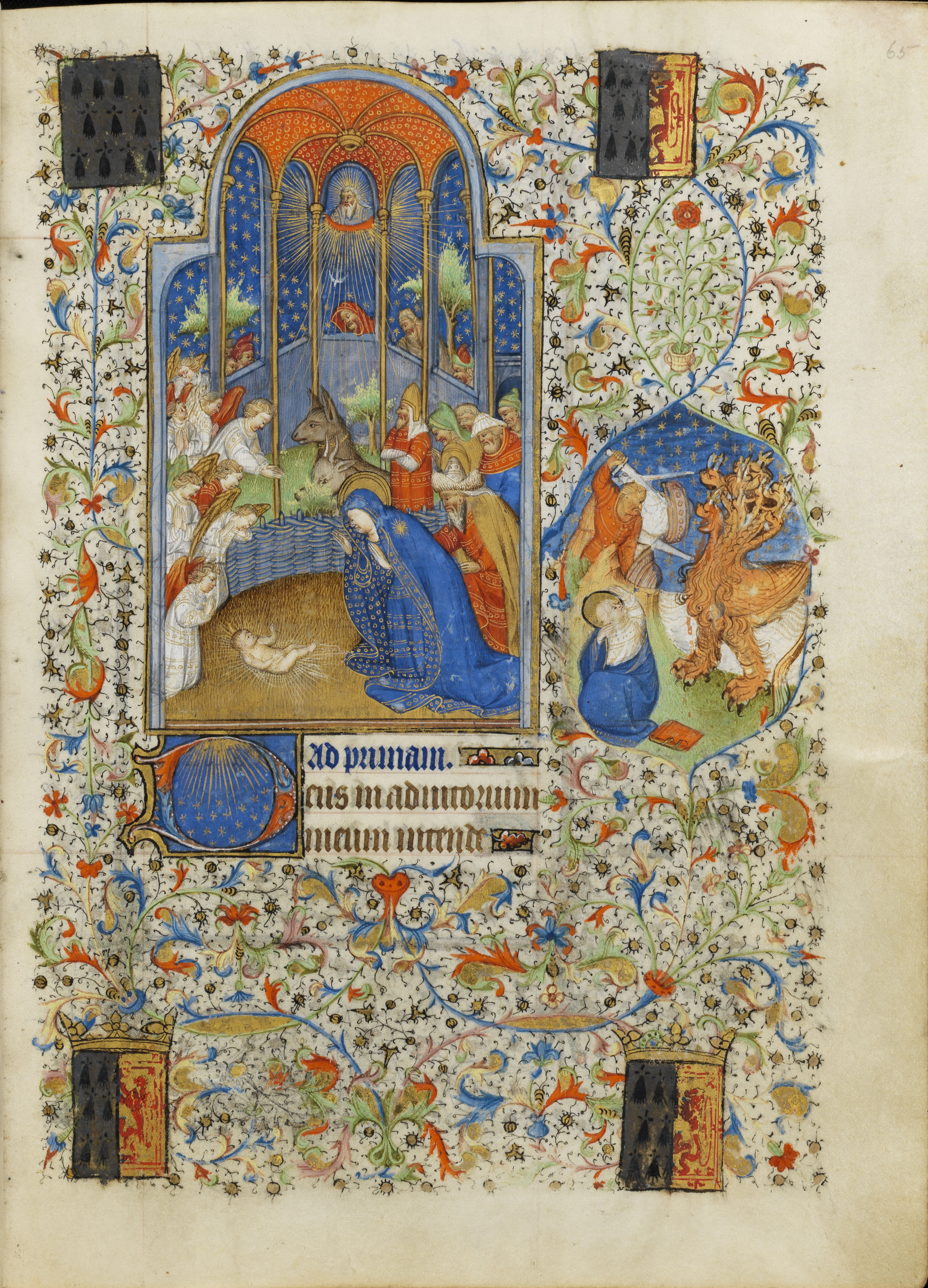
Miniature du Maître de Giac, f.65r.
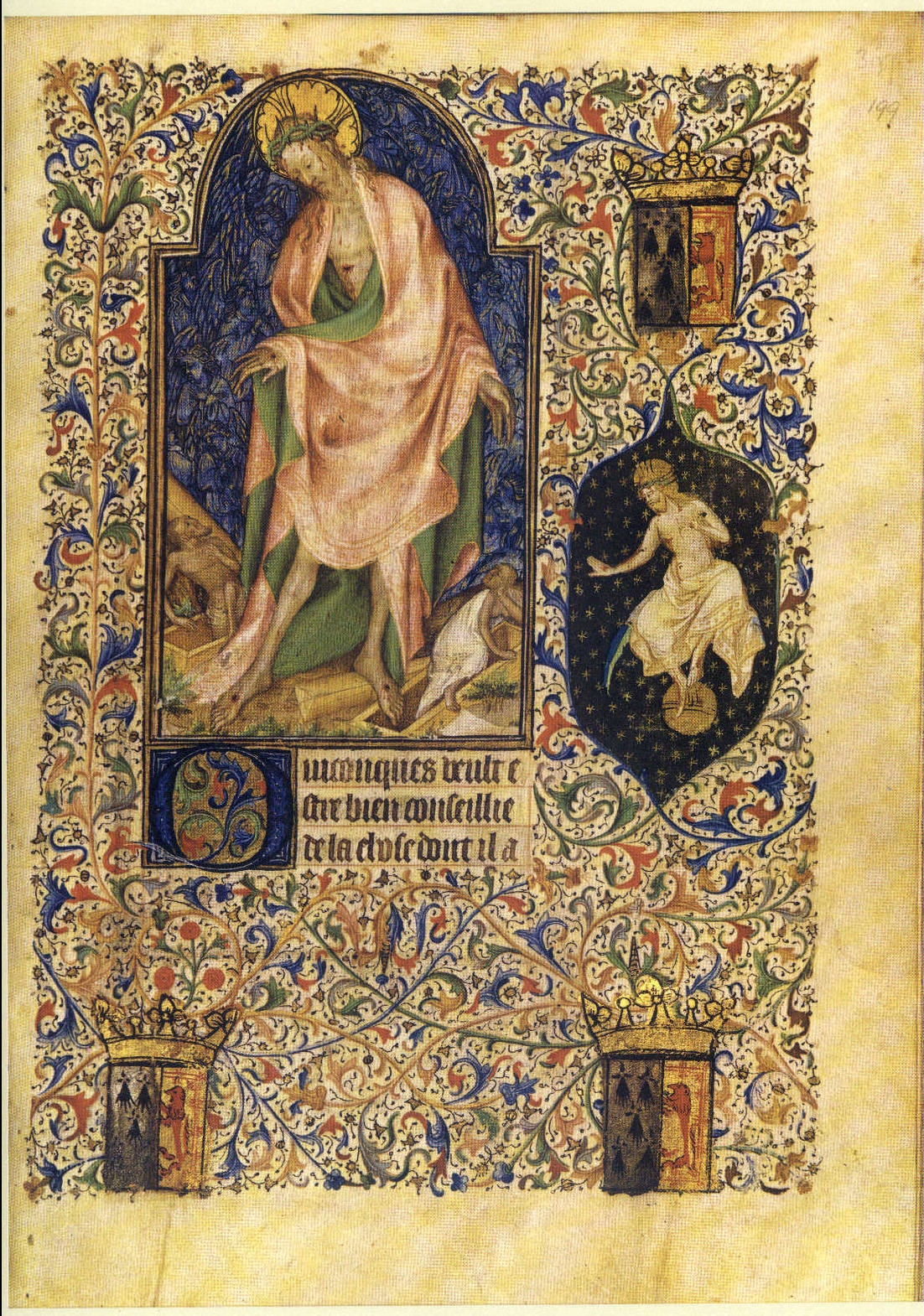
Miniature du Maître de Rohan, f.199v.
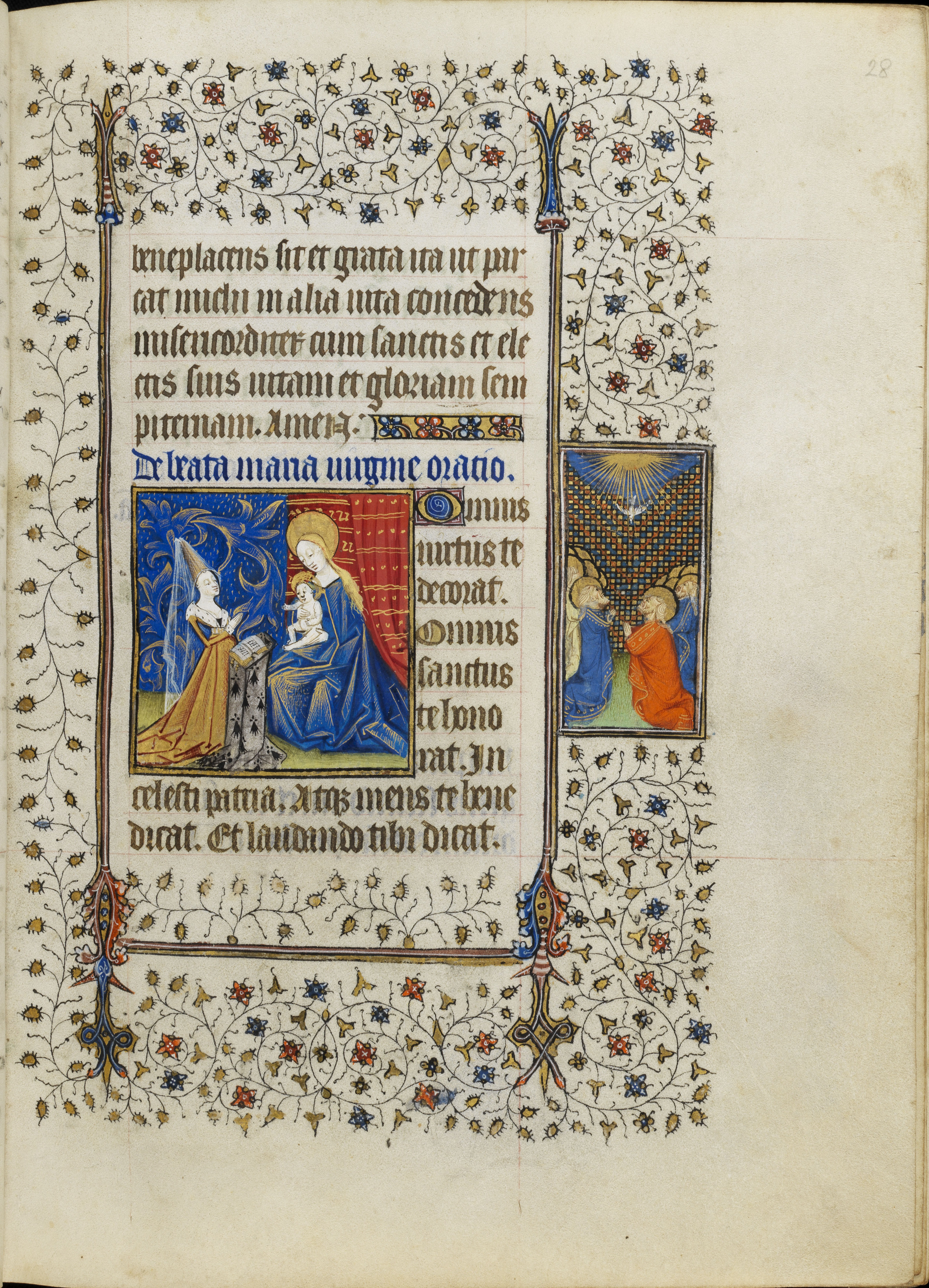
Miniature d'un artiste nantais, ajoutée a posteriori vers 1455, f.28r.

L'organisation du manuscrit montre que la maîtrise d'œuvre du livre était du ressort du Maître de Giac qui a fait appel à des collaborateurs expérimentés, le Maître de Rohan et le Maître de la Vierge et d'autres collaborateurs au style plus rudimentaire. 

## Autres livres d'heures d'Isabelle Stuart
On recense au moins deux autres livres d'heures ayant appartenu à Isabelle Stuart : l'un à l'usage de Nantes et Paris, datant des années 1460-1465 (Bibliothèque nationale de France, Lat 1369), et un autre à l'usage de Rome (BNF, NAL 588).